# Las Penonas
Las Penonas es un picu (pico o montaña) en el concejo de Salas (Asturias).
Con una altura que no sobrepasa los 810 m, Las Penonas, llamadas así por los habitantes, se extienden de SO a NE unos cuatro kilómetros.
Además de los otros pueblos, existen Poles, Acellana, La Peña y Casandresín, último pueblo tras la sierra donde acaba el camino de la carretera.
En la actualidad, la sierra de Bodenaya se ha convertido en parque eólico, además de incluir el tramo de la nueva autopista, partiendo en dos partes la falda del monte y convirtiéndola a su vez en la famosa vista tan peculiar de este paso.
De este sitio, es popular la niebla, que hasta en pleno verano puede llegar a descender hasta la carretera a la Espina y envolver todo el tramo.
- Datos: Q5970682